# Fritz Schöll
Fritz Schöll (Weimar, 8 febbraio 1850 – Rottweil, 14 settembre 1919) è stato un filologo classico tedesco.
Figlio di Adolf Schöll, fu autore di studi su Euripide e Cicerone, ma soprattutto su Plauto, riguardo al quale scrisse Analecta plautina (1877).